# Key Qobad

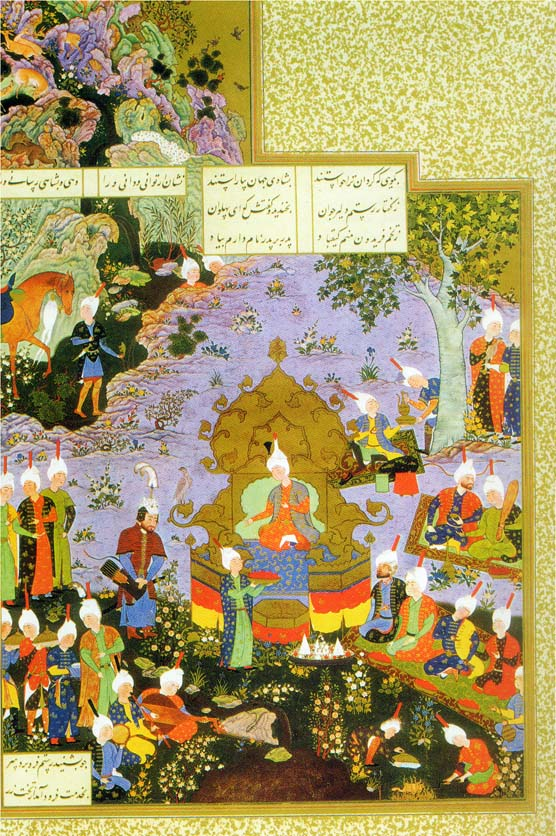
Key Qobad a vécu dans les montagnes de l'Alborz, et Rostam l'a amené à la capitale Estaxr.

Key Qobad (en persan : کیقباد / Keyqobâd) est une figure mythologique du folklore iranien et de la tradition orale. 
Il est vu comme le fondateur de la dynastie des Kayaniens. Dans la tradition relatée par le Livre des Rois de Ferdowsi, Key Qobad était un descendant de Manoutchehr, et a vécu dans les montagnes d'Alborz. Rostam l'a emmené jusqu'à la capitale Estaxr, d'où il a été couronné roi et a pu mener la bataille contre les troupes tatares menées par le prince Afrassiab. 

## Noms
Il est également nommé Kay Qobád, Kaikobad et Kai-Khobad. Les inscriptions zoroastrienne en avestique se réfèrent à lui sous le nom « Kavi Kavata ».

## Dynastie des Kayaniens
L'épithète Kai identifie Kobad comme un Kayanien (ou kaïanien), un membre d'une dynastie (semi-)mythologique, que dans la tradition Key Qobad a également fondée. D'après la tradition, il « gouverna avec sagesse, fit de bonnes lois, assigna une paie aux troupes, divisa les grands chemins par farsangs (parasanges des Grecs) et établit le siège de l'empire à Ispaliâo ». Les écrivains persans lui attribuent un règne de 120 ans.

## Shâh Nâmeh
D'après le Livre des Rois de Ferdowsî, Key Qobad vivait dans les montagnes d'Alborz quand Rostam est venu le chercher pour l'emmener à la capitale Estaxr. Grâce à l'aide de Rostam, Key Qobad devient roi, se fait couronner, et prend la décision de mener la guerre contre les Tatares et leur prince, Afrasiab, dont les troupes avancent. Durant la bataille, Rostam souhaite capturer Afrassiab et l'amener comme trophée à Key Qobad.
Après sa mort, son fils Kay Kāvus lui succède.

## Toponymie
La toponymie garde des traces de ce personnage. Un site du Nord du Tadjikistan près de la riv de l'Amou-Daria, porte le nom de Takht-e Kobad, ce qui signifie « le trône de Kobad ». À une quarantaine de kilomètres au Nord se trouve un autre site, nommé Kai Kobad Shah, signifiant « le roi Key Qobad ».